# Erioptera (Mesocyphona) evergladea
Erioptera (Mesocyphona) evergladea is een tweevleugelige uit de familie steltmuggen (Limoniidae). De soort komt voor in het Nearctisch gebied.